# Stämma träff
Stämma träff (The Date) är en novell skriven av Joyce Carol Oates. Novellen gavs ursprungligen ut i novellsamlingen Where is here? (1992). Originalspråket är engelska men den är översatt till svenska av Kerstin Gustafsson. Den svenska översättningen ingår i den svenska novellsamlingen Noveller för Världens barn som gavs ut 2011 av informationsbolaget i Stockholm. Det är en kort novell på sex sidor fördelade på 22 stycken.

## Handling
Novellen handlar om en ung dam som stämt träff med en man som hon träffat en gång innan. Hon tar bussen in till staden där hon skall träffa mannen mitt i fredagsrusningen och planerar att byta om från hennes arbetskläder till finkläder på en offentlig damtoalett på busstationen. Kvinnan är försenad och hamnar senare i ett dilemma inne på damtoaletten. En mamma med hennes unga dotter som senare visar sig vara en dam på 60 år med sin utvecklingsstörda vuxna dotter befinner sig inne i ett av toalettbåsen och huvudpersonen funderar på att antingen vänta tills de är klara så att hon får hela damrummet för sig själv eller att byta om i ett annat toalettbås ändå. Hon bestämmer sig för det sistnämnda och börjar byta om i det trånga toalettbåset. När hon tagit på sig hennes jerseyklänning och lackskor sminkar hon sig.
När kvinnan äntligen blev klar med att byta om och sminka sig är hon redan väldigt försenad. När hon väl kommer fram till baren Brass Rail där hon stämt träff med mannen är hon 25 minuter försenad. Nervös för att mannen har gått hem går hon in på baren och letar efter ett ansikte hon känner igen. Till slut ser hon honom och deras blickar möts.

## Karaktärer
Huvudpersonen i novellen är den unga damen. Hon är tjugo år men hennes namn framkommer inte. Hennes hår är mörkbrunt och axellångt och hon har mörka ögon. Hennes hud är blek och många i hennes omgivning jämför hennes utseende med Jane Russell på grund av hennes synliga kindknotor och ögon. Hon har smal midja och slanka smidiga höfter och många män ser henne som väldigt attraktiv. Den unga damen har ett upptaget liv med både arbete och studier. Hon arbetar på stadens universitetssjukhus i kafeterian fem eftermiddagar i veckan och studerar på en universitetsutbildning fyra förmiddagar i veckan. Kvinnan har någon koppling till någon religion då hon många gånger tänker och ber, “gode Gud, gode Gud”. Hon är väldigt osäker över vad andra tycker och tror om henne, till exempel Trevor eller vanliga okända personer och detta får henne att må dåligt.
En biperson i novellen är Trevor, som är den unga damens träff. Han har bakåtkammat kolsvart hår med ett flyktaktigt leende, som den unga damen beskriver honom och hon tycker även att han liknar Richard Widmark. Hans egenskaper och sociala beteende framkommer inte i novellen.
Andra bipersoner är en kvinna i trettiofemårsålden som är utvecklingsstörd och har stripigt hår, platt runt ansikte och trötta ögon. Även denna kvinnas mamma beskrivs kort som en vithårig dam i sextioårsåldern. Huvudpersonens mamma finns också kort med i novellen men hon beskrivs inte alls. 

## Perspektiv och form
Berättarperspektivet är ett jag-berättande och det är kvinnans värderingar och tankar som formar novellen. Kvinnan diskuterar ting som hon ser och har en inre monolog med sig själv.
Stämma träff är av typen klassisk novell med tydlig inledning, mitt och avslut. I inledningen beskrivs kvinnans liv under den tiden mötet med Trevor skedde och sedan sker en stegring och spänningen byggs upp i novellens mitt. Berättelsen når sin höjdpunkt i sista meningen och avslutet knyter således ihop hela novellen. Det finns inget tydligt budskap utan det är öppet för fri tolkning.
Novellens titel har en koppling till novellens handling på så sätt att nästan hela handlingen handlar om kvinnans och Trevors träff.
Novellen är skriven i dåtid eftersom kvinnan tittar tillbaka till kvällen hon stämt träff med Trevor. Skribenten hoppar även i tiden under sitt skrivande när det skrivs om kvällen kvinnan och Trevor träffades för första gången.

## Placering i tid
Tecken på att novellen är skriven mellan 1930-talet och 1960-talet är att två kända personer som gjorde sina debuter och var som mest kända då tas upp i novellen. Kläder som till exempel jerseyklänning och nylonrock presenteras också i novellen och de var båda moderna under den tiden.